# 世贸天阶

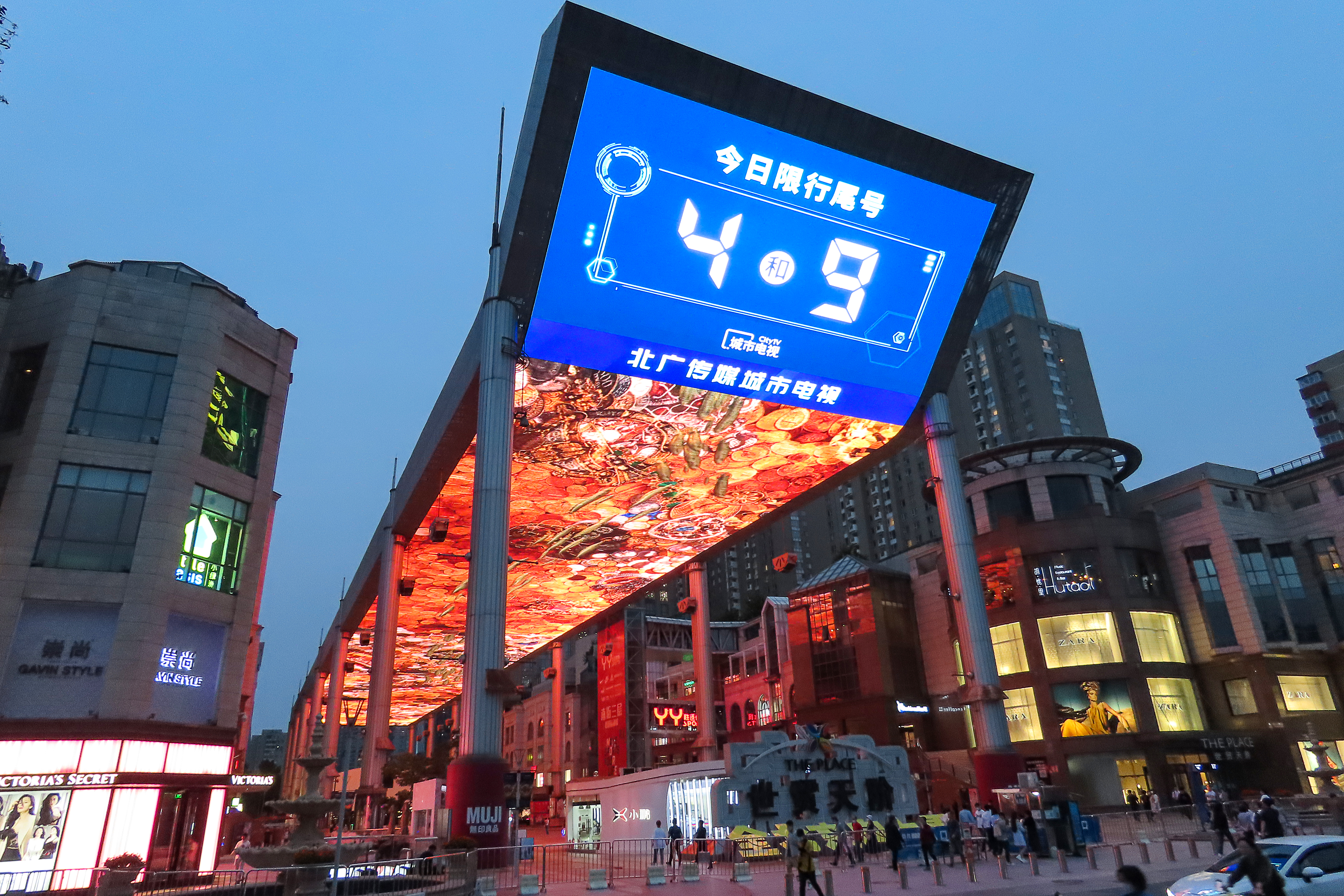
傍晚的世贸天阶

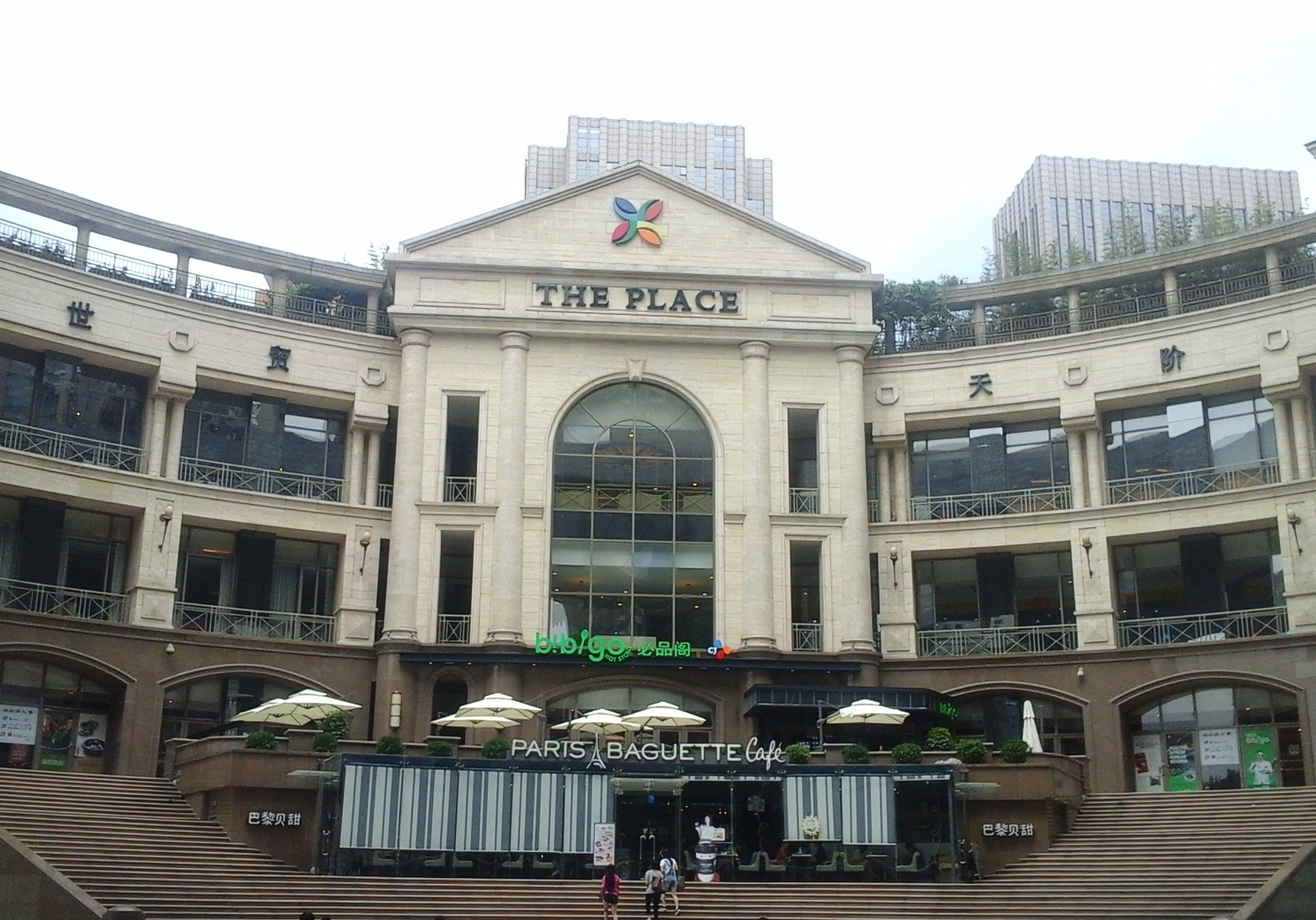
世贸天阶

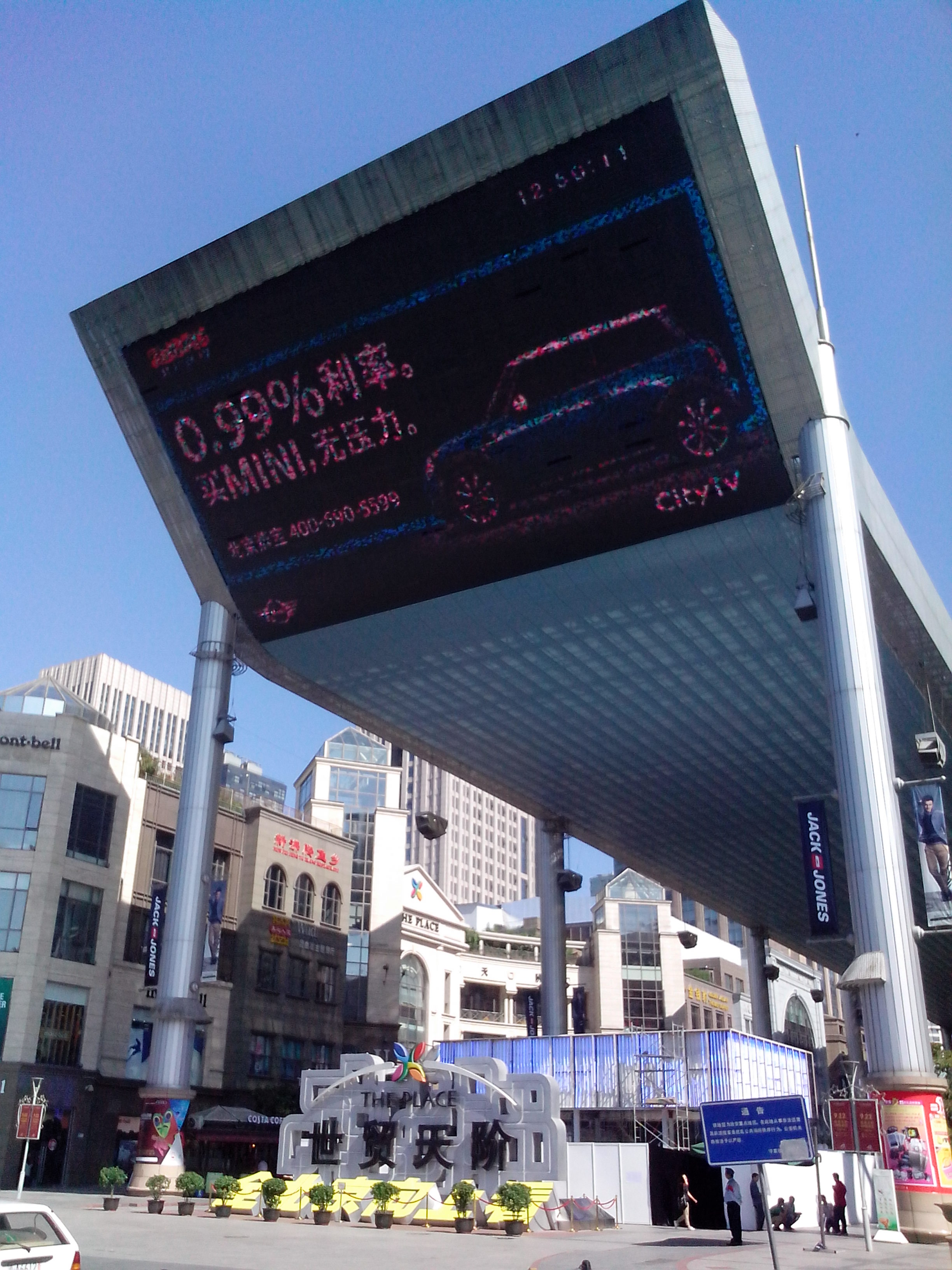
世贸天阶

世贸天阶（英語：The Place）位于中华人民共和国北京市朝阳区呼家楼街道，毗邻知名的三里屯和秀水街，坐落于北京商务中心区中，由两翼商业门市店和两座写字楼组成，并拥有全亚洲最大的一块液晶显示屏“梦幻天幕”。

## 梦幻天幕
“梦幻天幕”，又名“全北京向上看”，长250米，宽30米，悬挂在街道的上空，耗资约2.5亿元人民币，是亚洲最大的一块液晶显示屏，在世界上仅次于位于美国拉斯维加斯的一块液晶显示屏。天幕规模位居世界第三。“梦幻天幕”每晚七点开始放映，并提供短信留言功能，游客若发短信到指定号码，其短信内容能显示在这块显示屏上。